# Hoddam Castle
Hoddam Castle ou Hoddom Castle est un château situé dans le Dumfries and Galloway, au sud de l'Écosse. 
Il est situé au bord de l'Annan, à 4 kilomètres au sud-ouest d'Ecclefechan et à la même distance au nord-ouest de Brydekirk, dans la paroisse de Cummertrees. Le château est classé monument historique de catégorie A.

## Histoire
Les terres de Hoddom ou Hoddam appartenaient à la famille Herries, alliée de la famille Bruce, seigneurs d'Annandale à partir de 1124. Elles passèrent à la famille Carruthers, puis aux Maxwell. Au cœur du château se trouve une maison-tour en L, construite au XVIe siècle. Elle a été probablement construite pour John Maxwell, qui acquiert Hoddom au milieu du XVIe siècle lorsqu'il épouse l'héritière Agnès, Lady Herries. 
Au lendemain du règne de Marie, reine d'Écosse, le régent Moray assiège Hoddom, qui capitule dix heures plus tard, le 21 juin 1568. Il est brièvement la base de Douglas de Drumlanrig, gardien de la frontière entre l'Angleterre et l'Écosse, mais est repris en 1569 par les partisans de la reine Marie. L'année suivante, il est attaqué par les Anglais sous le commandement de Lord Scrope, qui le font sauter. 
La tour en L est réparée et agrandie au XVIIe siècle pour former un château à cour. Richard Murray l'achète auprès du 6e Lord Herries. Elle devint ensuite la propriété du comte de Southesk en 1653. En 1690, le château passe aux mains de la famille Sharpe. Vers 1826, le général Matthew Sharpe de Hoddom charge William Burn de concevoir des extensions modernes au sud et à l'ouest du château. Hoddom est acheté en 1877 par la famille Brook de Meltham (Huddersfield), qui acquiert plus tard Kinmount House (en), située à proximité. D'autres extensions sont construites dans un style néo-jacobéen au nord et à l'ouest, certaines d'entre elles au moins selon les plans des architectes Wardrop et Anderson. 
Réquisitionné par l'armée pendant la Seconde Guerre mondiale, il n'est plus réoccupé par la suite. Dans les années 1970, les extensions de William Burn sont en grande partie démolies. Le château se dresse depuis sur le terrain d'un parc de caravanes, et les ajouts restants du XIXe siècle servent de bureaux. La maison-tour est à l'abandon et a été inscrite au registre des bâtiments en péril d'Écosse (Buildings at Risk Register for Scotland (en)). Elle figure également au registre de conservation des châteaux d'Historic Scotland, qui vise à identifier les bâtiments susceptibles d'être restaurés avec succès. En mars 2009, un permis de construire est accordé pour le réaménagement du château, ainsi que pour la construction d'un hôtel, de chalets et d'un parcours de golf. 

## Repentance Tower
La Repentance Tower (en) est un exemple très rare de tour de guet du milieu du XVIe siècle. Elle est située sur la colline voisine de Trailtrow. Construite en 1565 par John Maxwell, la tour tire son nom d'une inscription « Repentir » gravée sur la pierre au-dessus de la porte d'entrée. Elle devient un colombier et tombe en désuétude lors de l'union des couronnes sous Jacques VI d'Écosse et Jacques Ier d'Angleterre.